# الجامع الكبير في واغادوغو
الجامع الكبير في واغادوغو، هو مسجد تاريخي يقع في مدينة واغادوغو في بوركينا فاسو.

## الوصف

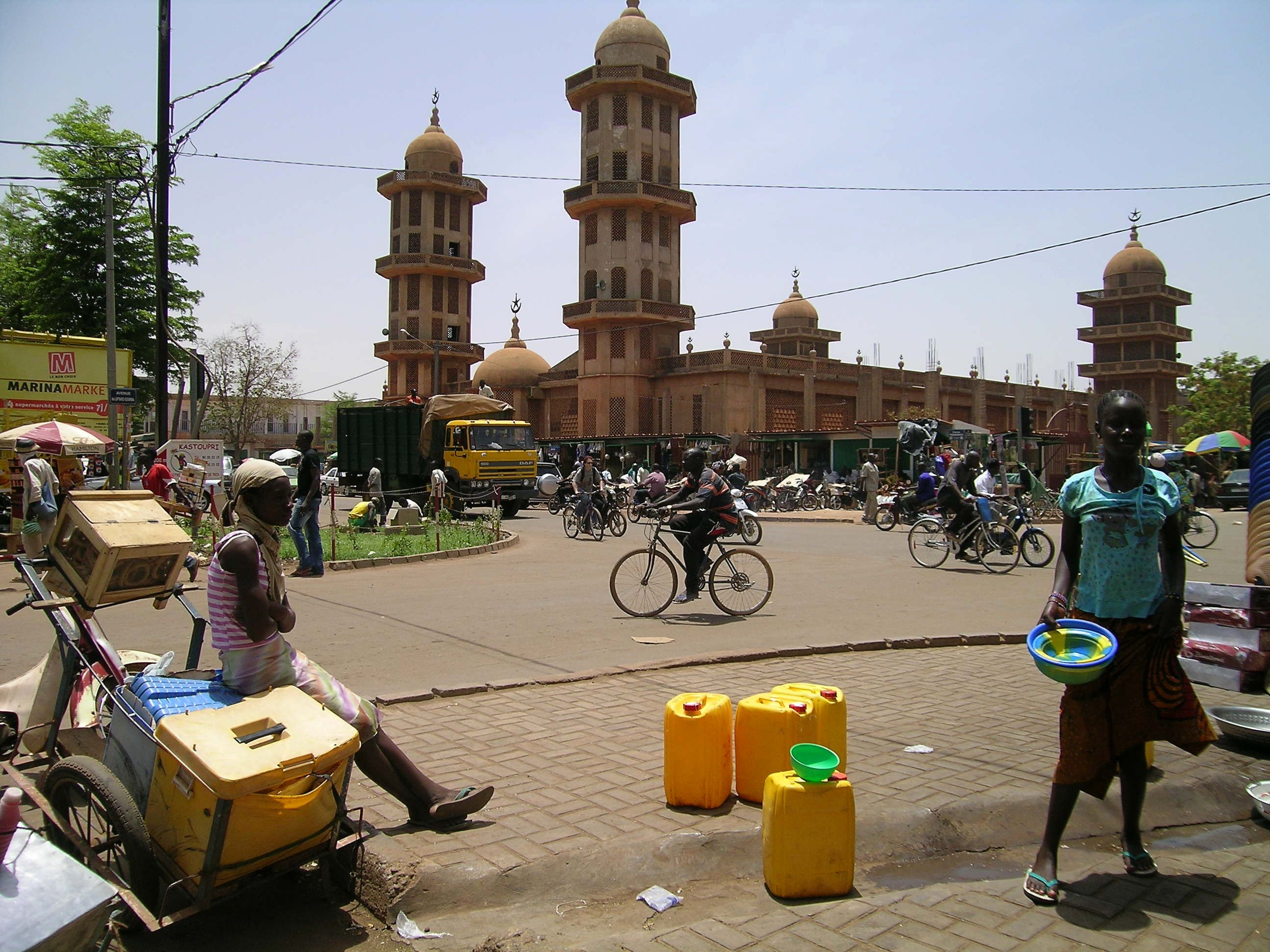
الجامع الكبير في واغادوغو

يقع المسجد في منطقة مزدحمة في مدينة واغادوغو عاصمة بوركينا فاسو، تقام في المسجد صلاة الجمعة بلغة موري وهي لغة ممالك موسي، وهي الشعوب التي سكنت بوركينا فاسو منذ القدم.